# Рыков, Алексей Иванович
Алексе́й Ива́нович Ры́ков (13 [25] февраля 1881, Саратов — 15 марта 1938, Москва) — русский революционер, советский политический и государственный деятель, первый народный комиссар внутренних дел РСФСР (1917 г.), народный комиссар почт и телеграфа СССР (1931—1936), председатель СНК СССР (1924—1930) и одновременно СНК РСФСР (1924—1929), председатель ВСНХ РСФСР (1918—1921, 1923) и ВСНХ СССР (1923—1924), член Политбюро (1922—1930). 15 марта 1938 года расстрелян. Посмертно реабилитирован в 1988 году.

## Биография

### Детство и юность
Родился пятым ребёнком в семье крестьянина Ивана Ильича Рыкова, переселенца из слободы Кукарка Яранского уезда Вятской губернии (позднее в составе Нижегородской губернии). Старше него были брат Иван (1867−1919), сёстры Клавдия (род.1874), Лариса (в замуж. Уварова; 1876−1935) и Фаина (1879−1945/6), младший брат Аркадий умер после окончания гимназии. Отец занимался земледелием в Вятской губернии, потом торговлей в Саратове, женился вторично. В 1890 году отец уехал по торговым делам в Мерв, где умер от холеры, оставив семью из 6 человек, состоящую из детей от первого и второго браков.
Детство А. И. Рыкова прошло в нужде. Мачеха могла прокормить только своих родных детей. Старшая сестра, Клавдия, служившая в конторе Рязанско-Уральской железной дороги и занимавшаяся частными уроками, взяла на своё попечение мальчика и помогла ему поступить в 1892 году в Саратовскую 1-ю классическую гимназию. Позже, когда 13-летний Алексей был переведён в старшие классы гимназии, он уже сам зарабатывал частными уроками. Его любимыми предметами в гимназические годы были математика, физика и естественные науки.
В 4-м классе гимназии, в 15 лет, перестал посещать церковь и исповедоваться, чем вызвал огорчение и упрёки со стороны гимназического начальства, несмотря на это ценившего его за блестящие успехи в учёбе.

### Революционная деятельность

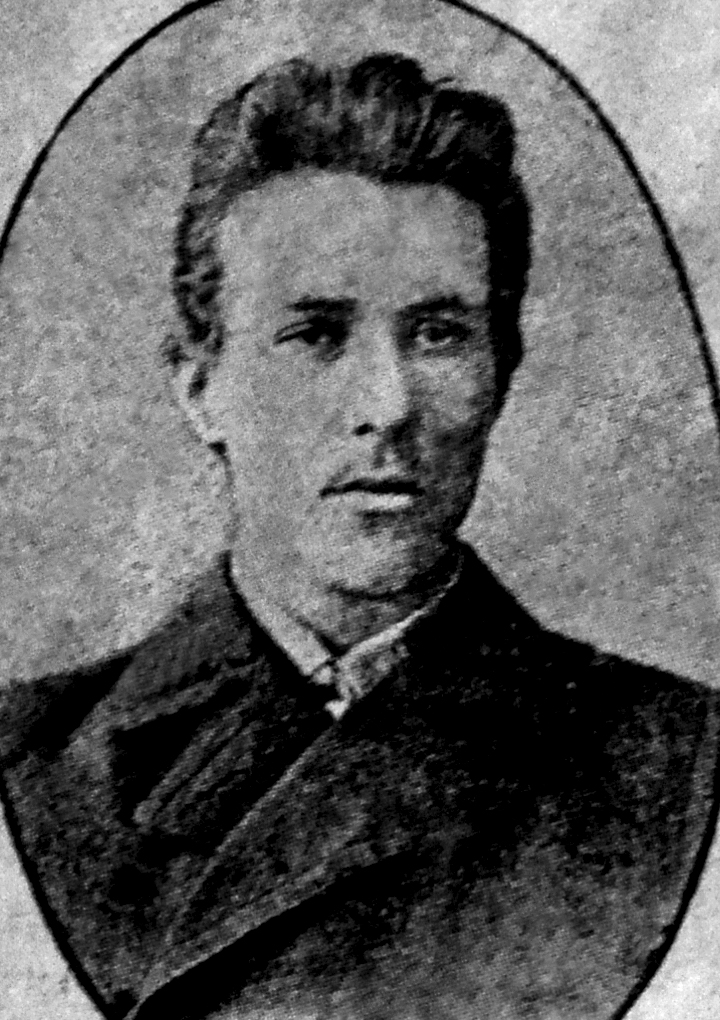
Рыков во время обучения в Казанском университете

Ещё в гимназии увлёкся революционными идеями, в связи с чем имел неприятности с полицией. Так, накануне выпускных экзаменов в доме Рыковых был произведён обыск на предмет поиска незаконной литературы. В Саратове было несколько революционных кружков, в работе которых он принимал самое активное участие. Значительное влияние на него в эти годы оказал известный деятель партии социалистов-революционеров Н. И. Ракитников. Знакомство со старым народником Валерианом Балмашёвым подвигло Рыкова заняться изучением крестьянского движения. С сыном Балмашёва Степаном, убившим в 1902 году министра внутренних дел Сипягина, Рыков был в приятельских отношениях.
Член РСДРП с 1899 года (согласно некоторым источникам — с 1898 года). Его революционные взгляды стали причиной «четвёрки» за поведение в аттестате. Последнее обстоятельство не позволяло ему поступать в Санкт-Петербургский и Московский университеты, в 1900 году поступил на юридический факультет Казанского университета.
В том же году 19-летним студентом вошёл в состав местного комитета РСДРП (казанская социал-демократическая группа). В Казани руководил рабочими кружками, одновременно работая в студенческом комитете. В марте 1901 года рабочая и студенческая социал-демократические организации были разгромлены, Рыков был арестован. После 9-месячного пребывания в казанской тюрьме он был отправлен в Саратов под надзор полиции.
В Саратове участвовал в попытке создания общей революционной организации социал-демократов и социал-революционеров, но после оформления эсеровской партии эта организация распалась. 1 мая 1902 года участвовал в организации первомайской демонстрации в Саратове, которая была разогнана силами полиции и черносотенцев. Сам Рыков чудом избежал расправы; избитый и в крови, он убежал от преследовавших его жандармов.
Через некоторое время, в связи с казанским делом, был вновь арестован, привезён в Санкт-Петербург и оттуда обратно выслан в Саратов, а затем сослан в Архангельскую губернию. Чтобы избежать ссылки он перешёл на незаконное положение, на котором жил до Февральской революции. С июня 1904 года в «постоянном розыске».
Вёл партийную работу в Костроме, Саратове, Казани, Ярославле, Рыбинске, Нижнем Новгороде, Москве, Петербурге. На III и IV съездах РСДРП избирался членом ЦК, на V съезде РСДРП – кандидатом в члены ЦК, осенью 1907 года – членом Большевистского центра.
Неоднократно арестовывался (пробыл под арестом и в ссылках 5,5 лет), в 1906 году был выслан в Пинегу Архангельской губернии, откуда бежал. Принял непосредственное участие в передаче для нужд партии наследства, полученного Н. П. Шмитом. Был вновь арестован и просидел в Таганской тюрьме 17 месяцев, после чего был выслан в Самару.
В 1909 году вновь арестован и вновь выслан в Пинегу, откуда снова бежал. В августе 1911 года снова арестован, просидел 9 месяцев в тюрьме и снова выслан в Пинегу. В 1913 году вернулся сначала в Санкт-Петербург, затем в Москву, где в июле 1913 года арестован и выслан в Нарымский край, откуда, несмотря на строжайший надзор, вновь бежал. В октябре 1915 года был задержан в Самаре и отправлен обратно в Нарымский край, где пробыл до Февральской революции.
По данным Л. Д. Троцкого, входил в состав Бюро комитетов большинства. В 1905—1907 годах — член ЦК РСДРП, в 1907—1912 годах — кандидат в члены ЦК РСДРП.
В 1910—1911 годах находился в эмиграции во Франции . В августе 1911 вернулся в Россию, куда был командирован заграничной организационной комиссией РСДРП(б) по созыву Пражской партийной конференции для работы по организации русской Оргкомиссии. Был арестован в Москве и снова сослан в Архангельскую губернию. В 1912 году освобождён по амнистии, летом того же года вёл революционную работу в Москве. В ноябре был арестован и сослан в Нарымский край, в 1915 году попытался бежать, но был задержан и возвращён к месту ссылки.

### Государственная деятельность до смерти Ленина

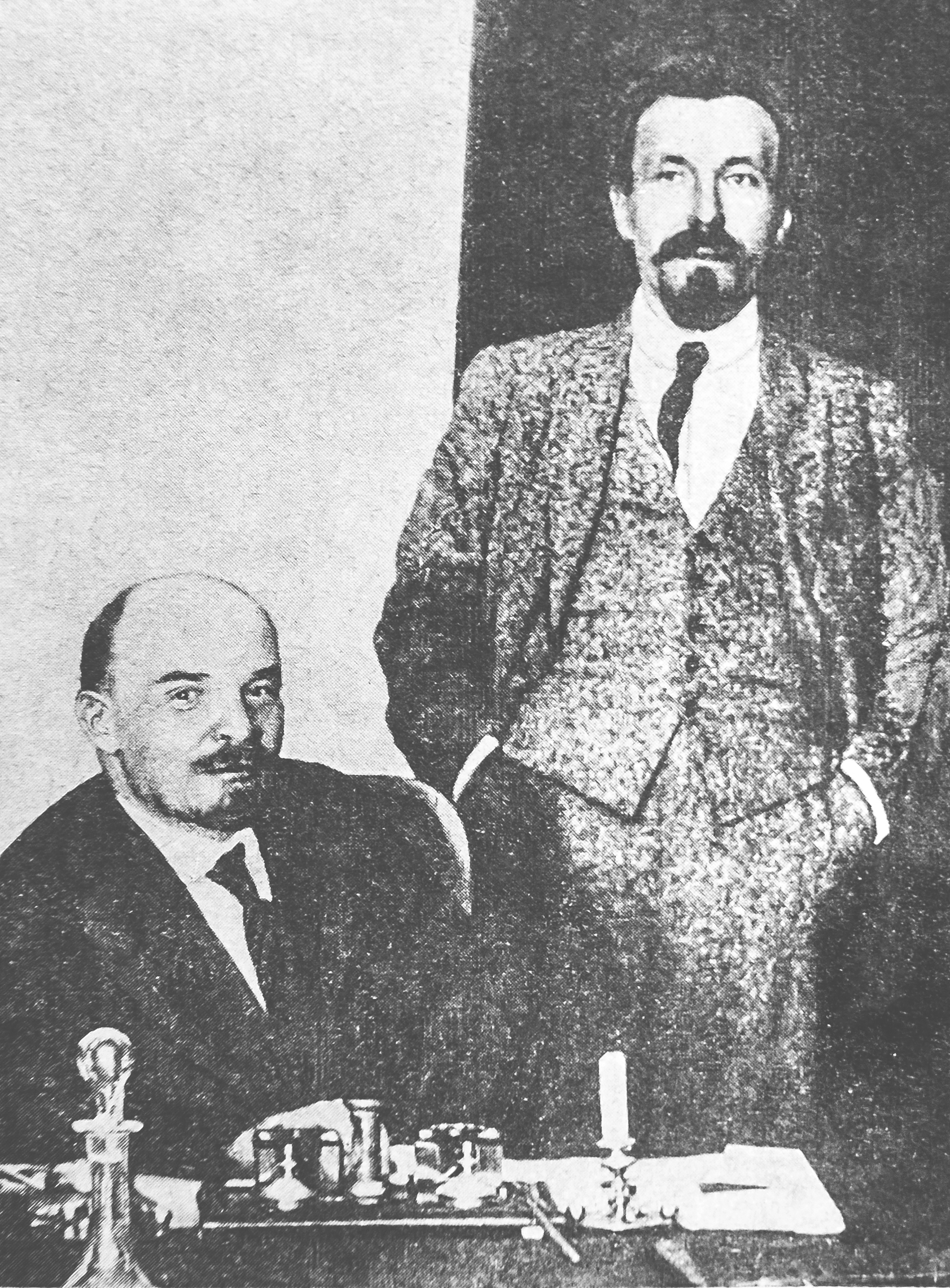
Ленин и Рыков. Начало 20-х годов

Был освобождён после Февральской революции 1917 года. В апреле того же года прибыл в Москву, в мае избран членом президиума и заместителем председателя Московского Совета рабочих депутатов. В июле на I Всероссийском съезде Советов избран кандидатом в члены ВЦИК. В августе, на VI съезде РСДРП(б) избран членом ЦК партии. С сентября находился в Петрограде, избран в состав президиума Петроградского Совета. В октябре стал делегатом II съезда Советов, был избран кандидатом в члены ВЦИК.
С 26 октября (8 ноября) 1917 года — народный комиссар внутренних дел в первом советском правительстве. 10 ноября подписал декрет «О рабочей милиции» (эта дата ежегодно отмечается как День милиции, с 2011 года — День сотрудника органов внутренних дел Российской Федерации). Подписал также декрет «О передаче жилищ в ведение городов», положивший начало массовому переселению представителей городских низов из подвалов и трущоб в квартиры зажиточных горожан и чиновничества.
Пробыв в должности наркома до 16 ноября (9 дней), как сторонник создания коалиционного правительства с участием «всех советских партий до народных социалистов», вышел из состава СНК и ЦК (вместе с Г. Зиновьевым, Л. Каменевым, В. Милютиным, В. Ногиным, И. Теодоровичем и А. Шляпниковым, к ним присоединились комиссары — путей сообщения Д. Рязанов, по делам печати Н. Дербышев, государственных типографий И. Арбузов, Красной гвардии К. Юренёв, видные партработники Ю. Ларин и Г. Фёдоров) и перешёл на работу в Моссовет. 29 ноября отозвал своё заявление о выходе из ЦК.
Депутат Учредительного собрания.
С декабря 1917 года — член исполкома Мособлсовета, комиссар продовольствия. В конце 1917 — начале 1918 года решал проблему подвоза провианта к Москве, в ходе поездки в Тулу, Орёл, Тамбов, Поволжье и Харьков организовал продвижение застрявших хлебных эшелонов. С 15 февраля 1918 года — член коллегии наркомата продовольствия РСФСР.
С 3 апреля 1918 по 28 мая 1921 года — председатель ВСНХ РСФСР и одновременно заместитель председателя Совнаркома (май 1921 — февраль 1923) и Совета Труда и Обороны (СТО, 26 мая 1921 — июль 1923). В 1918 году выступил против проведения Красного террора.
С 8 июля 1919 по сентябрь 1919 года — член Реввоенсовета Республики. В 1919—1920 годах — чрезвычайный уполномоченный СТО по снабжению Красной армии и флота (чусоснабарм). В 1919–1921 годах член Президиума ВЦИК.
В 1920—1934 годах — член ЦК партии (избирался на IX–XVI съездах), с 1934 (XVII съезд) до 1937  года — кандидат в члены ЦК ВКП(б). С 5 апреля 1920 по 2 июня 1924 — член Оргбюро ЦК, с 3 апреля 1922 по 21 декабря 1930  — член Политбюро ЦК. Член ЦИК СССР, член Президиума ЦИК СССР в 1922–1924.
Осенью 1921 — весной 1922 года находился на лечении в Германии, был прооперирован.
6 июля 1923 назначен председателем ВСНХ СССР, заместителем председателя Совнаркома и СТО СССР. С учётом того, что председатель Совнаркома В. И. Ленин был тяжело болен, в руках Рыкова сосредоточилось всё руководство деятельностью правительства.
В январе 1924 года перенёс инфаркт.

### Председатель правительства СССР

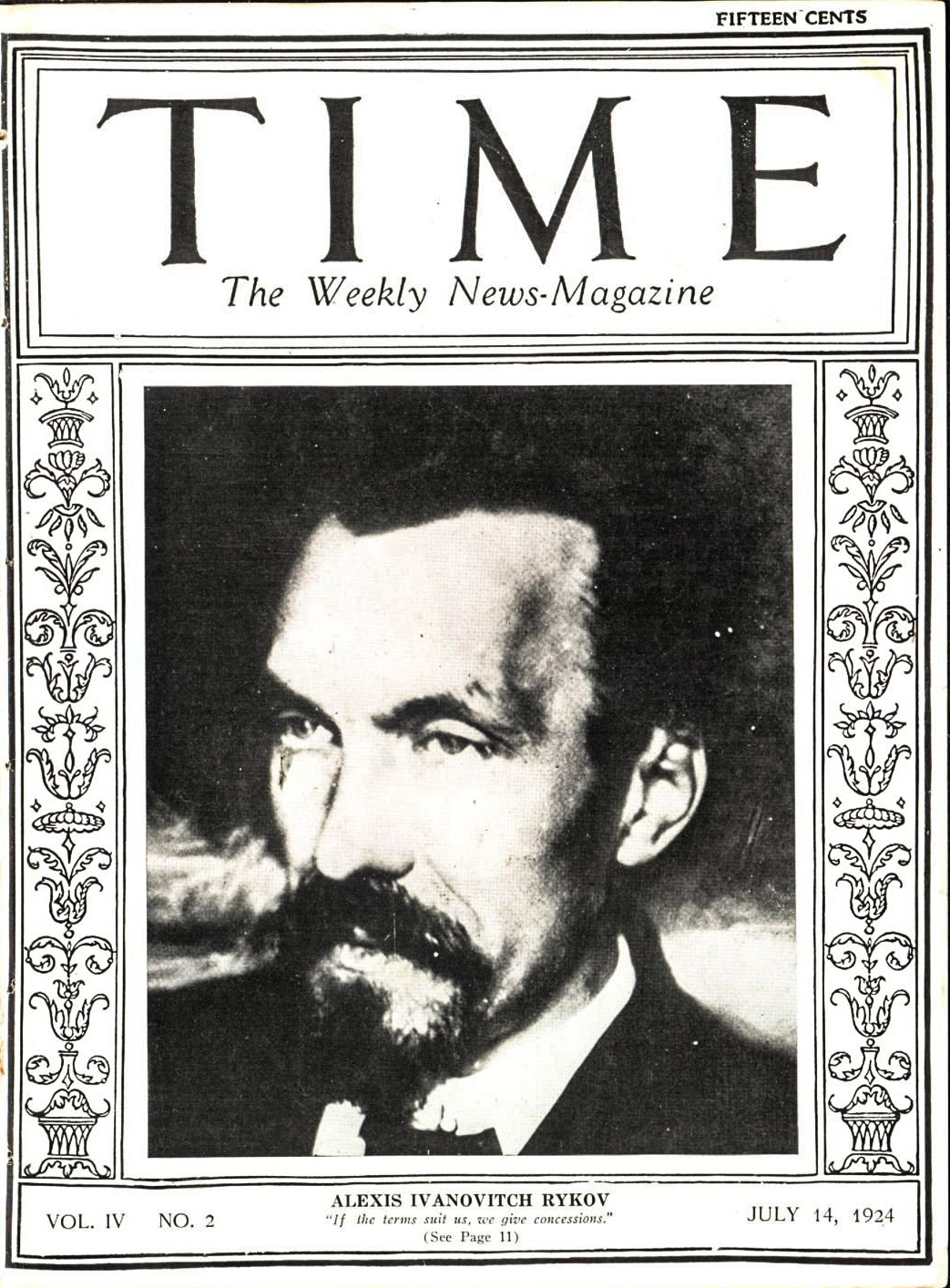
Рыков на обложке журнала Time от 14 июля 1924 года

2 февраля 1924 года назначен председателем Совнаркома СССР и председателем Совнаркома РСФСР. С января 1926 года — также председатель СТО СССР. Открывал и закрывал речами первый, после смерти Ленина, съезд партии — XIV.
В начавшейся внутрипартийной борьбе активно поддержал большинство ЦК против Троцкого, позже поддержал Сталина и Бухарина в борьбе против Зиновьева и Каменева.
Рыков: «Я должен начать свою речь с того, что я не отделяю себя от тех революционеров, которые некоторых сторонников оппозиции за их антипартийные и антисоветские действия посадили в тюрьму. (Бурные, продолжительные аплодисменты. Крики „ура“. Делегаты встают). Голос. Да здравствует ленинский ЦК! Ура! (Аплодисменты)».

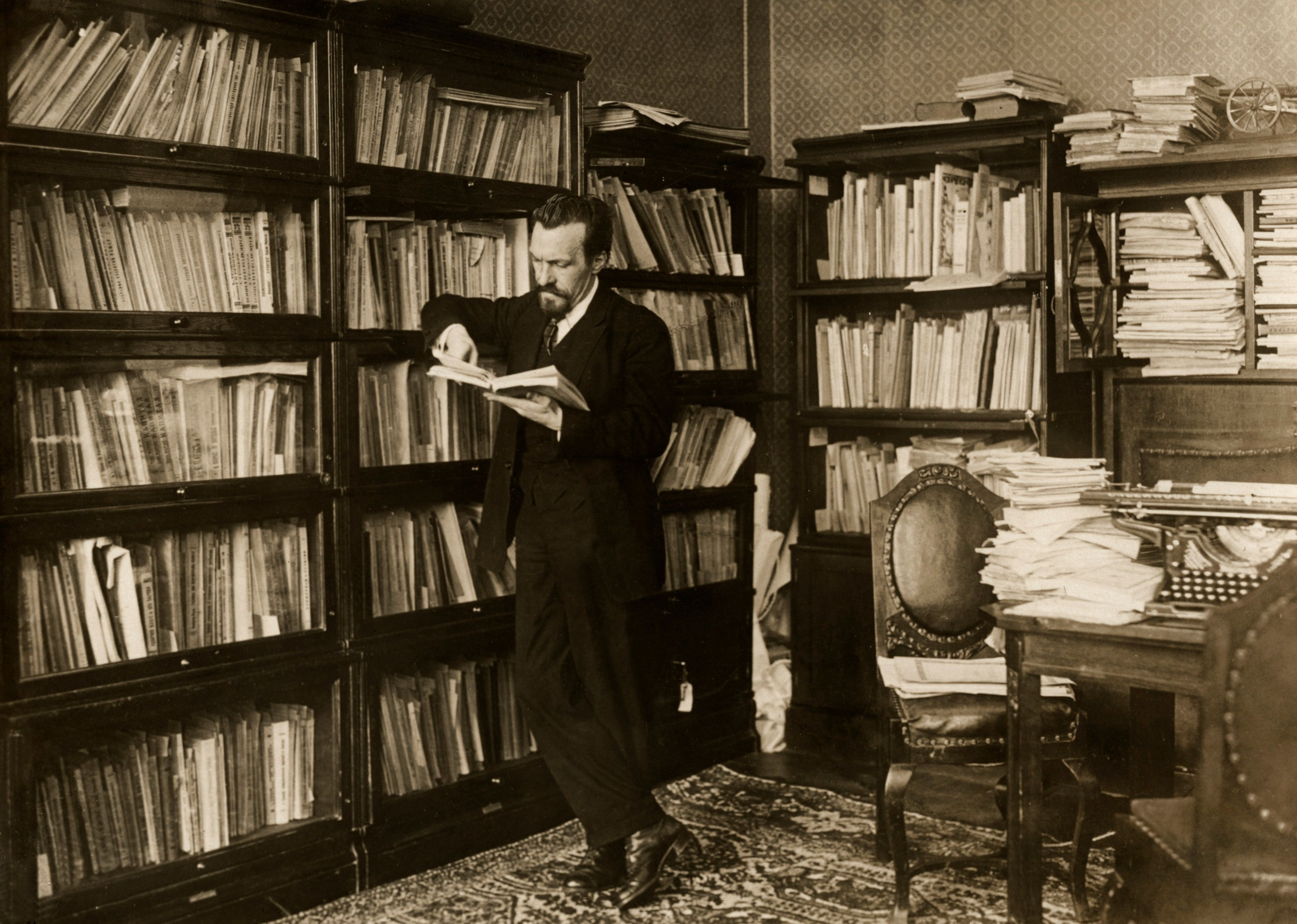
Алексей Рыков в Кремле. 1924 год

В конце 1920-х годов при обсуждении союзного бюджета возражал против значительно более быстрого роста бюджетов остальных национальных республик по сравнению с ростом бюджета РСФСР, заявлял, что считает недопустимым, что все остальные народы «живут за счёт русского мужика». Это его выступление было расценено как проявление «великодержавности». Отношение царской России к малым народам характеризовал так: «…Колониальная политика, например, Великобритании, заключается в развитии метрополии за счёт колоний, а у нас — колоний за счёт метрополии».
В 1928—1929 годах выступал против свертывания НЭПа, форсирования индустриализации и коллективизации, что было объявлено «правым уклоном» в ВКП(б).
9 февраля 1929 года Н. И. Бухарин, А. И. Рыков и М. П. Томский направили совместное заявление Объединённому заседанию Политбюро ЦК ВКП(б) и Президиума ЦКК.
На апрельском Пленуме ЦК и ЦКК 1929 года была принята резолюция, осуждающая правый уклон, лидерами которого были объявлены Н. И. Бухарин, А. И. Рыков и М. П. Томский. После пленума они утратили своё политическое влияние, хотя Рыков формально продолжал оставаться членом Политбюро и председателем Совнаркома СССР. 18 мая 1929 года первый секретарь Сибирского крайкома ВКП (б) С. И. Сырцов стал преемником  Рыкова на посту председателя СНК РСФСР.
В ноябре того же года Рыков признал свои «ошибки» и заявил, что будет вести «решительную борьбу против всех уклонов от генеральной линии партии и, прежде всего, против правого уклона».
Один из подписавших, наряду с М. И. Калининым и А. С. Енукидзе, Постановление ЦИК и СНК от 1 февраля 1930 года «О мероприятиях по укреплению социалистического переустройства сельского хозяйства в районах сплошной коллективизации и по борьбе с кулачеством». Это решение стало основой для проведения массовых мероприятий по раскулачиванию в деревне.
Был единственным из лидеров «правого уклона», оставленным в Политбюро после XVI съезда ВКП(б).

### Последние годы жизни и гибель
19 декабря 1930 снят с поста председателя Совнаркома СССР, а 21 декабря 1930 выведен из состава Политбюро. С 30 марта 1931 — народный комиссар почт и телеграфов СССР (17 января 1932 наркомат переименован в наркомат связи). М. С. Смиртюков вспоминал: «когда его назначили наркомом почт и телеграфов, я слушал его речь… Говорил часа два, немного заикаясь. Всё выступление я уже не помню, но в памяти отложилось, что он главным образом говорил о своих ошибках в работе, о неправильных политических взглядах и каялся».
26 сентября 1936 снят с поста наркома.

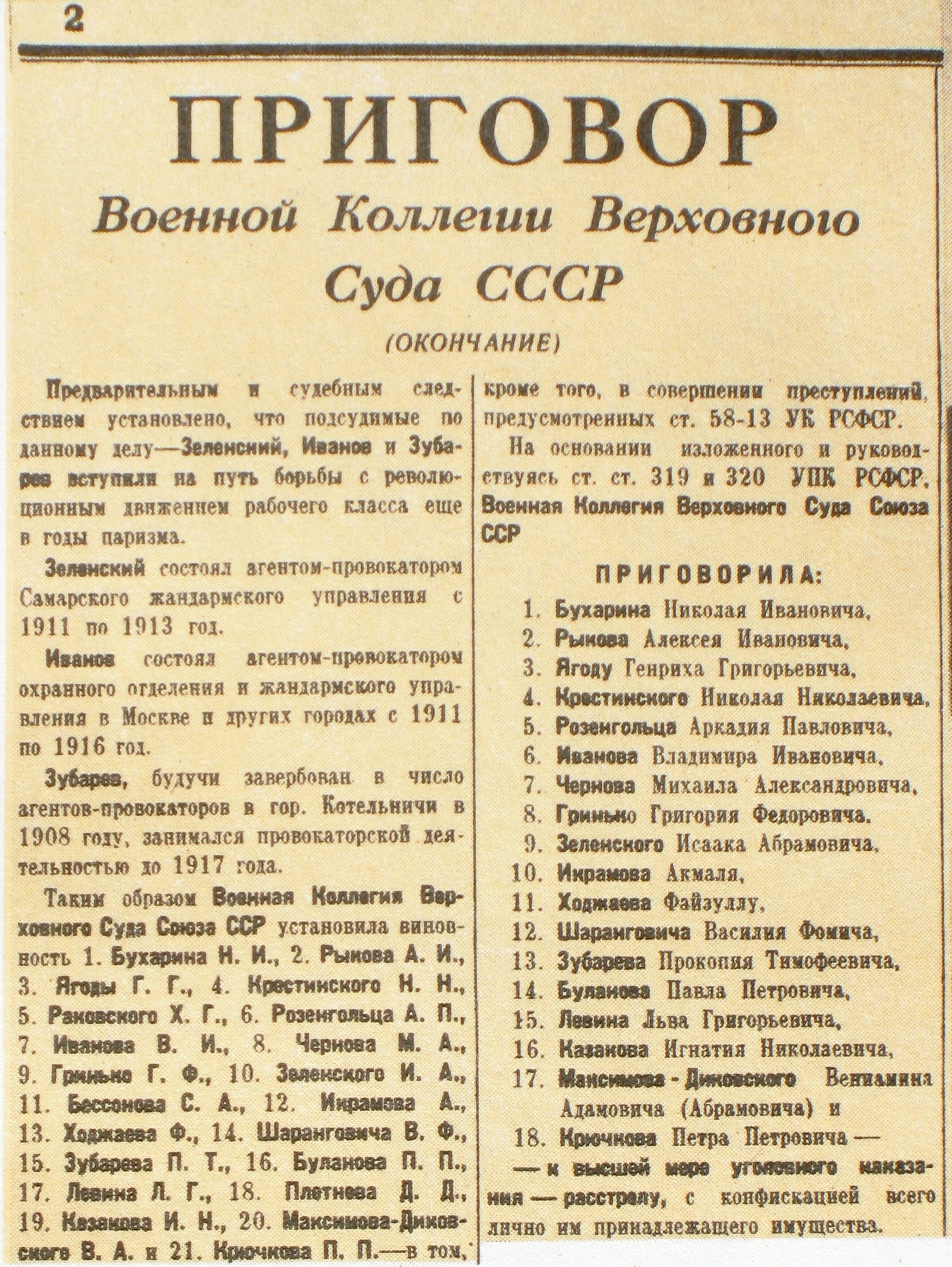
Приговор по делу Бухарина-Рыкова-Ягоды, 1938

На пленуме ЦК ВКП(б) в феврале 1937 года для вынесения решения «по делу Бухарина и Рыкова» была образована комиссия пленума в составе 35 человек под председательством А. И. Микояна. Комиссия высказалась за исключение Бухарина и Рыкова из кандидатов в члены ЦК и из рядов партии.

За предание их суду военного трибунала с применением расстрела выступили Н. И. Ежов, С. М. Будённый, Д. З. Мануильский, Н. М. Шверник, А. В. Косарев и И. Э. Якир. За предание суду без применения расстрела выступили П. П. Постышев, М. Ф. Шкирятов, Н. К. Антипов, Н. С. Хрущёв, К. И. Николаева, С. В. Косиор, Г. И. Петровский и М. М. Литвинов. Предложение И. В. Сталина «суду не предавать, а направить дело Бухарина-Рыкова в НКВД» поддержали М. И. Ульянова, Н. К. Крупская, И. М. Варейкис, В. М. Молотов и К. Е. Ворошилов. Последнее предложение было принято единогласно.

А. И. Рыков был исключён из партии и 27 февраля 1937 арестован.
Содержался в Лубянской тюрьме. На допросах признал себя виновным. В качестве одного из главных обвиняемых привлечён к открытому процессу (Третий Московский процесс) по делу «Правотроцкистского антисоветского блока». В последнем слове заявил: «Я хочу, чтобы те, кто ещё не разоблачен и не разоружился, чтобы они немедленно и открыто это сделали… помочь правительству разоблачить и ликвидировать остатки охвостья контрреволюционной организации». 13 марта 1938 был приговорён к смертной казни и 15 марта расстрелян на Коммунарском полигоне.

Полностью реабилитирован (постановление пленума Верховного Суда СССР от 4 февраля 1988 года) и посмертно восстановлен в партии в 1988 году.

### Награды
- Орден Красного Знамени (23.2.1928) — в связи с 10-летием РККА, как высшего руководителя обороны страны и вдохновителя Красной Армии в её тяжёлой борьбе с врагами пролетариата[17]

## Семья
Брат Иван, ставший врачом, и сестра Клавдия, ставшая фельдшером, умерли от болезней во время Гражданской войны.
Жена — Нина Семёновна Маршак (Рыкова) (1884, Ростов-на-Дону — 1938), тётка драматурга Михаила Шатрова (Маршака), до Рыкова была замужем за Иосифом Пятницким (Таршисом), впоследствии деятелем Коминтерна. Работала начальником управления охраны здоровья детей Наркомздрава СССР. 7 июля 1937 года арестована. Расстреляна 22 августа 1938 года. Посмертно реабилитирована в 1957 году.
Дочь — Наталья Алексеевна Перли-Рыкова (22 августа 1916 — 9 января 2010), в 1939, 1946 и 1950 годах была осуждена ОСО. 18 лет провела в лагерях и ссылке, где в 1949 году вышла замуж за ссыльного эстонца Вальтера Густавовича Перли (1907—1961). Реабилитирована в 1956 г. Детей не было. Прах Натальи Алексеевны захоронен на Донском кладбище.
Нынешние дальние родственники проживают в городах Калининград и Бишкек.
Сестра Рыкова, Фаина Ивановна (1878—1946), была замужем за братом Б. Николаевского Владимиром (1899—1938, репрессирован). Сама она также была репрессирована как ЧСИР. Племянницы:  Галина Владимировна (1910—1984) и Нина Владимировна (1912—1981) Николаевские.

## Названы в честь Рыкова

Рыков А.И. в Саратове, ул.Шевченко 2

- В честь А. И. Рыкова были названы: город Енакиево Донецкой области (в 1928—1937 гг. назывался Рыково) и село Воронцовка Борчалинского уезда Тифлисской губернии (в период с 1928 по 1937 год называлось Рыково).
- В 1924—1929 годах город Донской именовался посёлок при руднике им. А. И. Рыкова.
- 19 сентября 1921 года посёлок завода «Урал-Волга» Царицына стал Советским посёлком, а в 1925 году посёлком имени Рыкова, который стал центром существовавшего с 1930 по 1935 год Рыковского района Сталинграда.
- До 1936 года село Горьковка Тюменской области, носило название выселок Рыковский.
- Прижизненно в честь Рыкова в 1928 году были переименованы четыре номерные Истоминские улицы в Москве. В 1937—1938 гг. улицы носили прежнее название — Истоминские; позже были переименованы по соседней улице Восьмого Марта в 1—4-е улицы Восьмого Марта. В настоящее время из номерных улиц сохранились лишь 1-я и 4-я.
- Стекольный завод «Дагестанские Огни» имени Рыкова[23] — ныне ООО «Дагестан Стекло Тара» в г. Дагестанские Огни.
- Семейство первых самолётов авиаконструктора А. С. Яковлева — АИР. Было названо в честь А. И. Рыкова. Первый самолёт был назван «А. И. Рыков» в благодарность за поддержку, которую самодеятельный конструктор постоянно получал от ОДВФ и его преемника Авиахима с самого начала своей работы в авиации в 1923 году. Председателем этих организаций с момента создания ОДВФ в 1923 году был А. И. Рыков — председатель Совнаркома СССР. При подготовке самолёта «А. И. Рыков» к перелёту Москва — Харьков — Севастополь — Москва на фюзеляж самолёта был нанесён бортовой номер RR-AIR (по-русски АИР). Впоследствии, когда появлялись новые конструкции А. С. Яковлева, их тоже называли АИРами, а первую машину перекрестили в АИР-1. Аббревиатура АИР использовалась как часть наименования самолётов А. С. Яковлева вплоть до АИР-18 в 1937 году, когда А. И. Рыков был репрессирован;
- Тридцатиградусную водку в народе называли «рыковкой»[24].
- Имя Рыкова в 1927—1937 гг. носила Свердловская ГЭС (1927—1964) на Малоконном полуострове (в Свердловске).
- В честь А. И. Рыкова была названа улица (Рыковская) в городе Самаре (современное название — улица им. П.Осипенко).
- В его честь были названы промышленные предприятия, мельницы, заводы и т. д. в Западно-Сибирском крае (ранее Сибирском крае).
- Эскадренный миноносец типа «Новик» «Рыков» в составе Балтийского (1927—1933) и Северного (1933—1937) флотов.
- Рефрижераторное грузо-пассажирское судно «Алексей Рыков». Построено на «Северной Верфи» в 1928 году (стр. № 299). В 1937 году переименовано в «Андрей Жданов». В ноябре 1941 года судно подорвалось на мине и затонуло в Финском заливе.
- Московский институт туберкулëза (на ул. Стромынка) до 15 марта 1937 г. носил имя А.И. Рыкова (переименован Постановлением Президиума Моссовета от 15 марта 1937 г., протокол № 13; одновременно были переименованы Трамвайное депо им. Бухарина - в Трамвайное депо им. Кирова, Клуб трамвайщиков им. Бухарина - в Клуб трамвайщиков им. Кирова, Бухаринская ул. - в Волочаевскую ул.).

### Комментарии
1. ↑  В том же году была расстреляна вдова Рыкова; дочь отправлена в лагерь.

## Сочинения
- Рыков А. И. Статьи и речи. В четырёх томах. — М-Л., 1927—1929 (4-й том выпущен не был)
- Рыков А. И. Избранные произведения. — М.: Экономика, 1990. — ISBN 5-282-00797-5